# Ray McGovern

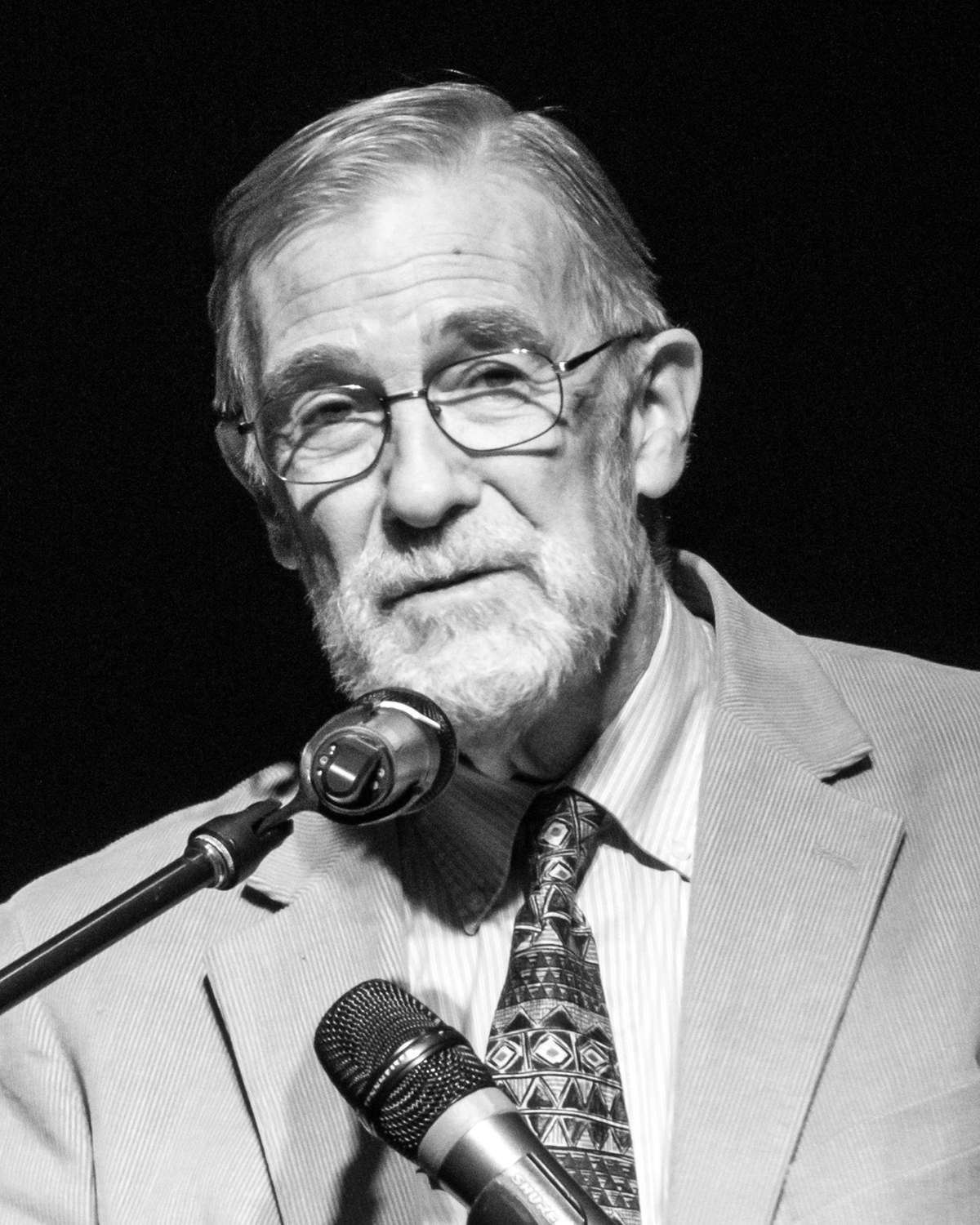
Ray McGovern 2015

Raymond McGovern (* 25. August 1939 in New York) ist ein ehemaliger Angehöriger des US-amerikanischen Auslandsgeheimdienstes CIA.
McGovern war 27 Jahre lang Mitarbeiter der CIA. Zu seinen Aufgaben gehörte die Mitarbeit an Dossiers wie dem National Intelligence Estimate und dem President’s Daily Brief; gegen Ende seiner Karriere war er für die morgendliche Berichterstattung im Weißen Haus zuständig. 1990 ging er in den Ruhestand.

## Leben
Ray McGovern wurde im New Yorker Stadtbezirk Bronx geboren und wuchs dort auf. Er machte einen Abschluss mit Auszeichnung an der Fordham University und diente anschließend in der US-Armee von 1962 bis 1964.
McGovern ist seit 50 Jahren mit Rita Kennedy verheiratet. Zusammen haben sie fünf Kinder und acht Enkelkinder. Er ist katholisch.

## Karriere
Er war als junger Offizier für die Analyse der sowjetischen Politik in Vietnam verantwortlich.
Von 1981 bis 1985 gehörte er zu den für Geheimdienste verantwortlichen Offizieren, die Präsident Ronald Reagan und Vizepräsident George H. W. Bush täglich Bericht erstatteten. Anschließend war er als einer der Senior-Analysten verantwortlich für die Vorbereitung des Tagesberichts der CIA an den US-Präsidenten. Bei seiner Pensionierung wurde er von Präsident Bush mit der Intelligence Commendation Medal ausgezeichnet. Diese Medaille gab er im März 2006 zurück aus Protest gegen die Beteiligung von CIA-Mitarbeitern an Folterungen im Irak.

## Nach der Pensionierung

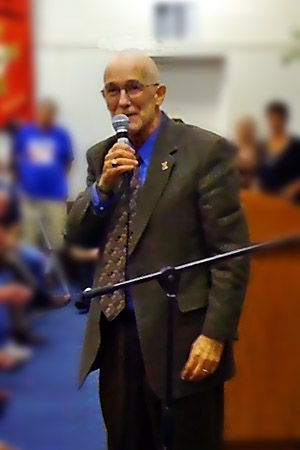
Ray McGovern 2008

2002 übte er öffentlich Kritik am Einsatz der Geheimdienste durch Präsident Bush im Vorfeld des Krieges im Irak. Im Jahr 2003 gründete er zusammen mit anderen ehemaligen CIA-Mitarbeitern die Veteran Intelligence Professionals for Sanity (VIPS). Diese Organisation widmet sich der Analyse und Kritik der nachrichtendienstlichen Tätigkeiten, speziell in Bezug auf den Krieg im Irak.
McGovern spricht auch im Auftrag der Anti-Kriegs-Gruppe Not in Our Name. Laut Pressemitteilungen der Gruppe erhebt McGovern symbolische Anklagen wegen Kriegsverbrechen gegen das Weiße Haus im Auftrag eines „Volkstribunals“.
Hinsichtlich der Gründe für den Irakkrieg geht er von ausschließlich machtpolitischen Interessen der USA aus. In einem Fernseh-Interview 2006 mit Tucker Carlson beim US-Sender MSNBC formulierte er seine Auffassung so: „Ich benutze seit zwei Jahren das Akronym OIL: O für Öl, I für Israel und L für Logistik. Dabei steht Logistik für die dauerhafte – heute sagen wir ,andauernde‘ – Militärbasen, welche die USA im Irak halten möchte.“
In einem Vortrag vor Studenten behauptete er 2004, die Terroranschläge am 11. September 2001 seien vermeidbar gewesen.
Aus seiner Erfahrung, auch im Irakkrieg 2003, glaubt McGovern, die Medien würden wenig Interesse an kriegskritischer Berichterstattung zeigen, weil diese Eigeninteressen verfolgten, „dass die ‚Mainstream-Medien‘ größtenteils von denen kontrolliert werden, die vom Krieg profitieren“. McGovern zweifelt an den offiziellen Untersuchungsergebnissen der Terroranschläge am 11. September 2001.